# Steve Barclay

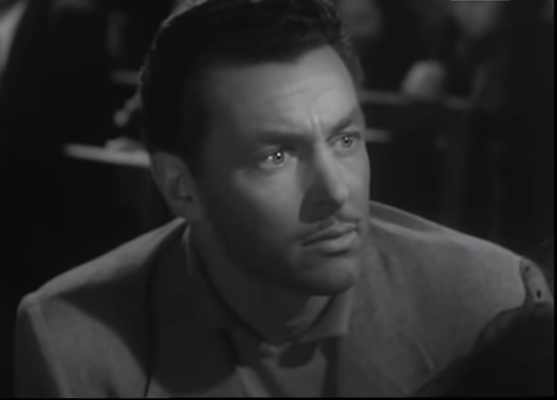
Steve Barclay (1953)

Steve Barclay (* 20. November 1918 in Baltimore, Maryland; † 2. Februar 1994 in Rom) war ein US-amerikanischer Schauspieler.

## Leben
Barclay schloss an der Universität Los Angeles mit einem Diplom in Journalismus ab und verdiente sein Geld in verschiedensten Berufen und mit diversen Tätigkeiten, bis er als Fotomodell beschäftigt wurde, wo er seine sportliche Erscheinung und athletische Figur so einsetzte, dass die Filmbranche auf ihn aufmerksam wurde. Ab 1943 drehte er so etliche Filme, fand jedoch im Studiosystem und kleineren B-Filmen seine Nische nicht und nutzte die Gelegenheit, zu Beginn der 1950er-Jahre in italienischen Abenteuerfilmen die Hauptrollen zu übernehmen. Diese Filme waren zwar meist finanziell bescheiden ausgestattet, jedoch von solider Machart und spielten ihr Geld wieder ein.
Auch als „Stephen Barclay“ geführt, war er u. a. Partner von Sophia Loren, beendete seine darstellerische Karriere jedoch bereits 1953 – mit einer 1956 erfolgten Ausnahme. 1964 war er einer der Drehbuchautoren des Thrillers L'intrigo. Sein Geld verdiente er mit Aufträgen der Werbebranche.

## Filmografie (Auswahl)
- 1943: The Iron Major
- 1951: Vendetta, die Rache des Bruders (Il capitano nero)
- 1952: Mädchen ohne Moral (Fanciulle di lusso)
- 1952: Vergib mir Madonna (Noi peccatori)
- 1953: Weiße Frau in Afrika (Africa sotto i mari)
- 1956: Die Kavaliere vom schwarzen Schwert (Il cavaliere dalla spada nera)